# Sarina Saedi
Sarina Saedi (* 21. August 2003) ist eine iranische Leichtathletin, die sich auf den Dreisprung spezialisiert hat.

## Sportliche Laufbahn
Erste internationale Erfahrungen sammelte Sarina Saedi im Jahr 2024, als sie bei den Hallenasienmeisterschaften in Teheran mit einer Weite von 12,64 m den achten Platz belegte. 
2022 wurde Saedi iranische Meisterin im Dreisprung.